# Jan Berdyszak
Jan Berdyszak (ur. 15 czerwca 1934 w Zaworach, zm. 18 września 2014 w Poznaniu) – polski rzeźbiarz, malarz, grafik, autor instalacji, scenograf, pedagog, teoretyk sztuki. Ojciec Marcina Berdyszaka.

## Życiorys
Był absolwentem studiów z dziedziny rzeźby w Wyższej Szkoły Sztuk Plastycznych (ASP) w Poznaniu (1952–1958), gdzie pracował od 1965 roku. W latach 1984–1987 pełnił funkcję prorektora tej uczelni. W latach 1961–1981 zajmował się scenografią w Teatrze Marcinek i Teatrze 5.
Artysta w dowód zasług dla kultury został wyróżniony m.in. Nagrodą im. Jana Cybisa (1978), Krzyżem Kawalerskim (1988) i Krzyżem Oficerskim Orderu Odrodzenia Polski (2001), Złotym Medalem „Zasłużony Kulturze Gloria Artis” (2008) oraz Doktoratem Honoris Causa Akademii Sztuk Pięknych w Bratysławie (1999).

## Twórczość
Realizacje artystyczne Berdyszaka obejmują szeroki wachlarz dziedzin i technik. Analityczna postawa, naukowy charakter prac, konsekwentnie realizowana koncepcja stanowią wyróżniki jego twórczości. Artysta zamyka swoje poszukiwania i realizacje w cykle, w obrębie których rozważa różne warianty danego zagadnienia. Podejmowane wątki niekiedy opracowuje na nowo i znajduje dla nich rozwinięcie w kolejnych seriach. Konstatacje Berdyszaka koncentrują się wokół zagadnień przestrzeni, określanej przez niego jako byt pierwszy, ale również gęstości, ciemności, pustki, przezroczystości i potencjalności.
W latach 1962–1964 artysta pracował nad cyklem Koła podwójne, w którym podjął próbę przezwyciężenia tradycyjnego sposobu konstruowania obrazu. Rozwinięciem tej problematyki jest rozpoczęty w 1963 r. cykl Kompozycje kół, których otwartą formę twórca określił mianem formatu integralnego. W 1965 r. powstał Obraz strukturalny z otworem III, który wyznaczył etap poszukiwań wiążących się z wprowadzeniem do obrazu przestrzeni rzeczywistej. Równolegle z cyklami obrazów powstały realizacje rzeźbiarskie (Rysowane) i prace scenograficzne. Refleksją nad nurtującymi artystę problemami są Pokazy plastyki animowanej (1966 – 1970), które były szeregiem efemerycznych działań ze światłem, słowem i ruchem. Kolejna dekada lat 70. przyniosła penetrację zagadnień związanych z przestrzenią. Wówczas rozważania Berdyszaka koncentrowały się wokół pojęcia sacrum, czasoprzestrzeni i nieskończoności. Powstały wówczas m.in. cykle Przezroczyste (1970 – 1979), Ramy Wschodu (1972), Milczenie, (1972 – 1975), Miejsca rezerwowane (1973 – 1976), Nieskończoność (1975 -1977), Belki krzyża (1977 – 1988). Z lat 80. pochodzą projekty: Fragmenty jako całości radykalne (1982 – 1984), Inne do baz (1982 – 1984), Stany moralności (1985 – 1987), U kamienia (1986 – 1988), Ani konieczność, ani możliwość (1987 – 1995), Belki (1988 – 2001). Cykle z ostatnich lat to z kolei: Passe-par-tout, którego rozwinięciem jest Après passe-par-tout, Reinstalacje fotograficzne (kontynuowany od 1992), Powłoki (kontynuowany od 1995) i Popowłocza.
Jan Berdyszak nigdy nie wykonywał rzeczy. Jego obiekty przestrzenne nie miały kształtu skończonych przedmiotów, ani czegoś, co mogłoby nimi za chwilę być. Te „nie-rzeczy” artysty cechuje konkretność. Są one ujawnieniem jednostkowych sytuacji. Artysta chce pozostawić rzeczywistość taką, jaka jest, manifestując szacunek do lekceważonej na ogół potoczności. Chce „nie-tworzyć”, nawet w sztuce. W szkicowniku 137 A z lat 1986-1987 Berdyszak notuje triadę pojęć ściśle związaną z refleksjami o "etyce ewolucyjnej" sztuki. Triadę tę tworzą oczywistość, pozorność i nierozstrzygalność.
Został pochowany na cmentarzu Miłostowo w Poznaniu (pole 51, kwatera 2).

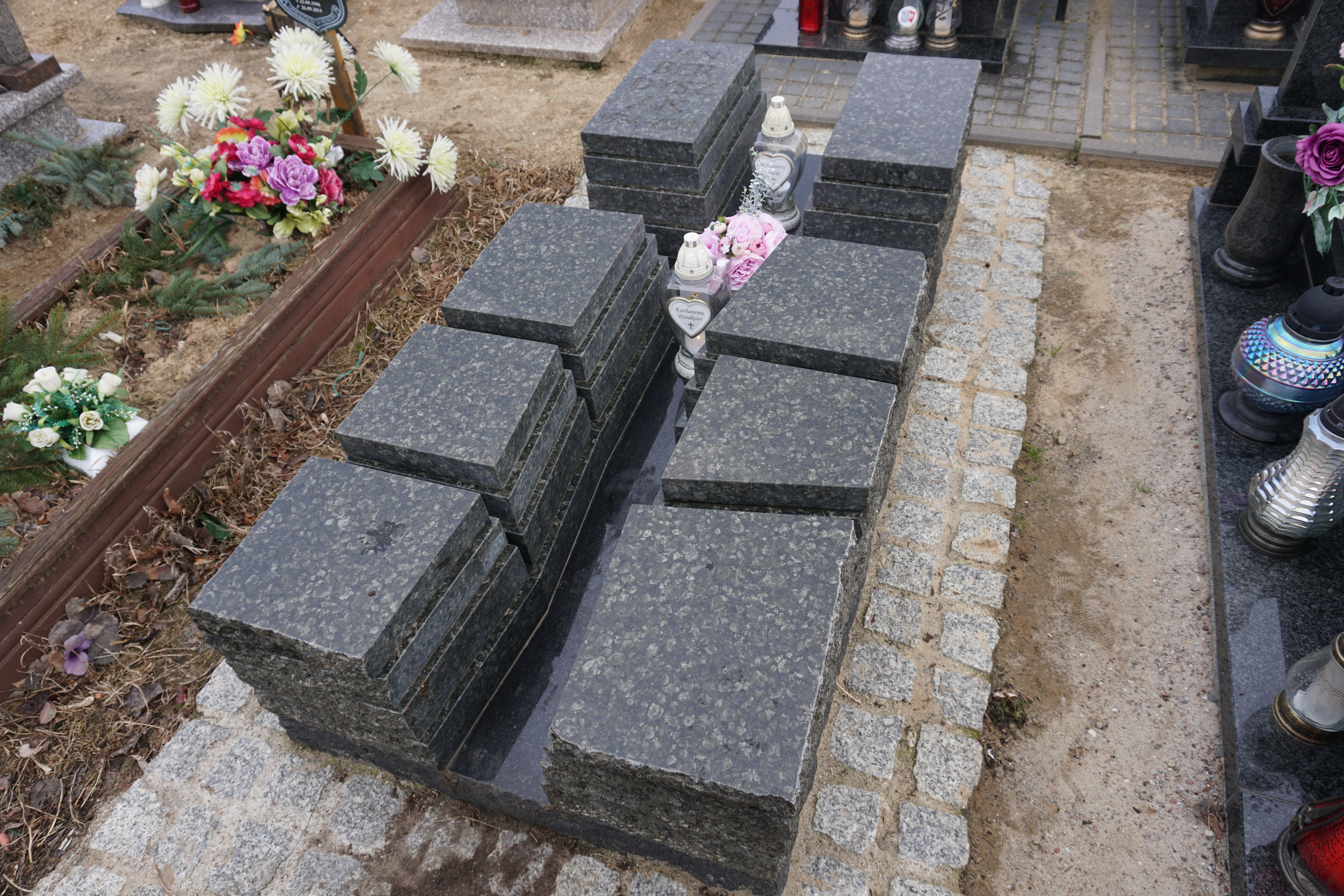
Grób Jana Berdyszaka na cmentarzu Miłostowo w Poznaniu

## Cykle prac
- Formy generalne, 1959-1962, gipsoryty i obrazy
- Koła podwójne, 1962-1964, obrazy
- Rysowane, 1962-1968, rzeźby
- Modele, 1962-1980
- Kompozycje kół, 1963-1967, obrazy
- Rzeźby, 1963-1971
- Requiem, 1965-1970, malarstwo
- Obrazy, 1965-1970
- Pokazy plastyki przestrzeni animowanej, 1966-1970, działania intermedialne
- Kompozycje kół, 1966-1971, drzeworyty, obrazy
- Koła podwójne, 1967-1971, obrazy
- Książki, 1968-, szkicowniki, obiekty
- Pytanie o teatr projektami i sytuacjami, 1970-2006
- Obrazy programowe, 1970-1984
- Przezroczyste, 1970-1979, rzeźby
- Rysunki integralne, 1970-1974
- Projekty wyobrażeń, 1970-, rysunki, grafiki
- Reinstalacje fotograficzne, 1970-, fotografie, obiekty, instalacje
- Ramy wschodu, 1972, chemigrafie
- Milczenie, obrazy, chemigrafie
- Miejsca rezerwowane 1973-1976, obrazy
- Obszary koncentrujące, 1973-1980, malarstwo
- Anti nomos, 1975-1976, obrazy
- Nieskończoność, 1975-1977, rysunki, instalacje
- Krąg nieskończoności, 1975-1976, instalacje malarskie
- Belki krzyża, 1977-1988, malarstwo
- Studia po...', 1979-1983, heliografie, offset
- Refleksje komplementarne, 1979-1981, obrazy
- Fragmenty jako całości radykalne, 1982-1984, malarstwo
- Inne do baz, 1982-1984, instalacje, rysunki
- Wokół obrazu, 1983-1989, obrazy
- Sytuacje, 1985-1986, rysunki
- Stany moralności, 1985-1987, rysunki, instalacje
- U kamienia, 1986-1988, instalacje
- Ani konieczność ani możliwość, 1987-1995, instalacje
- Belki, 1988-2001, obiekty, instalacje, grafiki, rysunki
- Passe-par-tout, 1990, obrazy, obiekty, grafiki, instalacje
- Powłoki, 1993-, fotografie, instalacje fotograficzne, obiekty
- Aprés Passe-par-tout, 2000, malarstwo, obiekty, instalacje, grafiki
- Popowłocza, 2006-, instalacje
- Reszty reszt, 2006-, obiekty, instalacje

## Kolekcje
Prace artysty znajdują się w zbiorach muzealnych i kolekcjach prywatnych (m.in. w Muzeach Narodowych: w Warszawie, Krakowie, Wrocławiu; Muzeum Sztuki w Łodzi, Staatliches Museum w Berlinie, zbiorach Unesco w Paryżu, The Kościuszko Fundation w Nowym Jorku, Museum of Fine Art w Bostonie, Muzeum Puszkina w Moskwie, Simulart). Uczestniczył w licznych wystawach w kraju i za granicą. Jego dorobek w latach 1980, 1986, 1995 oraz 2007 był eksponowany w galerii Foto-Medium-Art.

## Galeria zdjęć

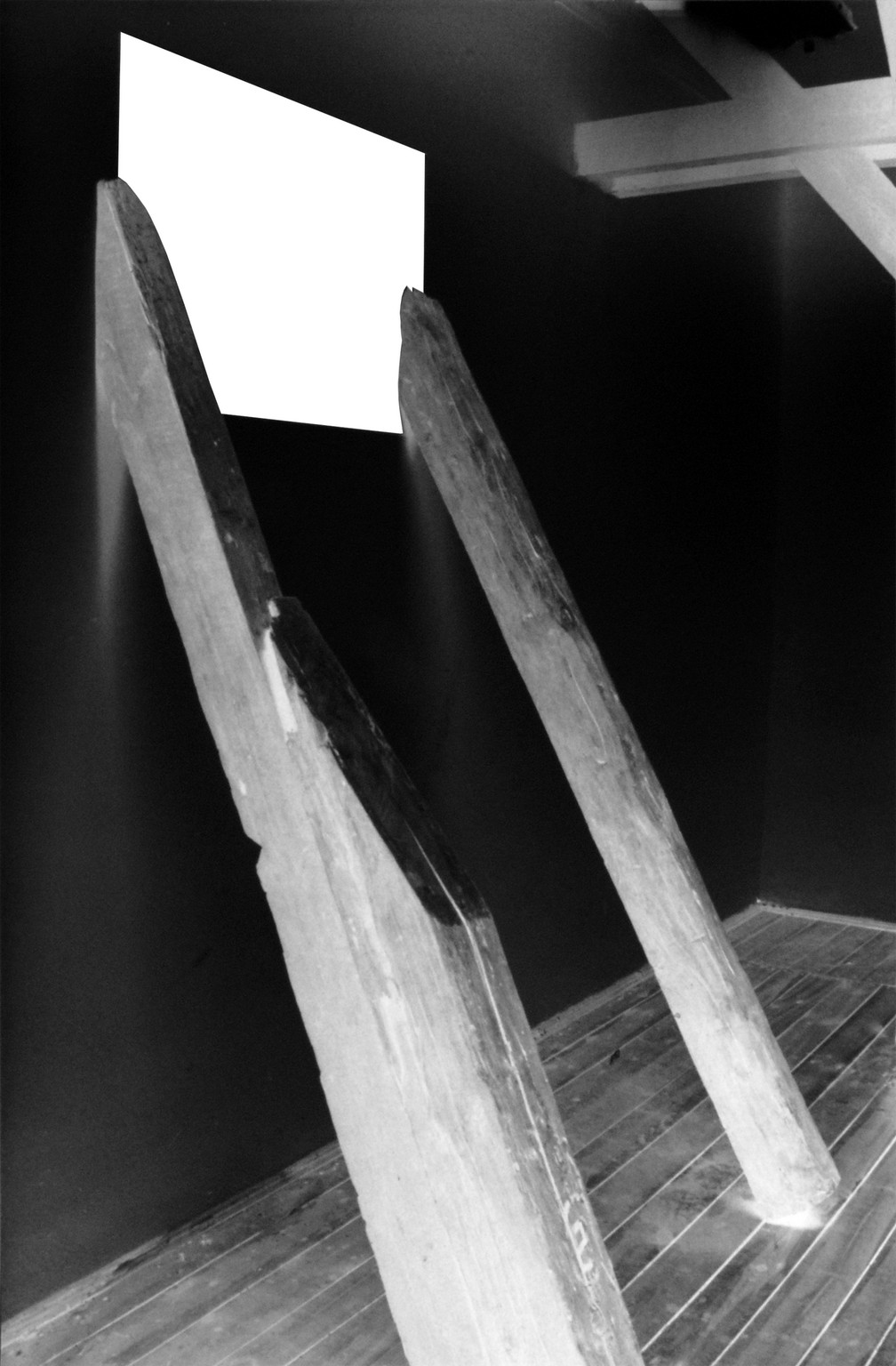
Jan Berdyszak, Dwie przezroczystości/Two transparency, 1991-2006
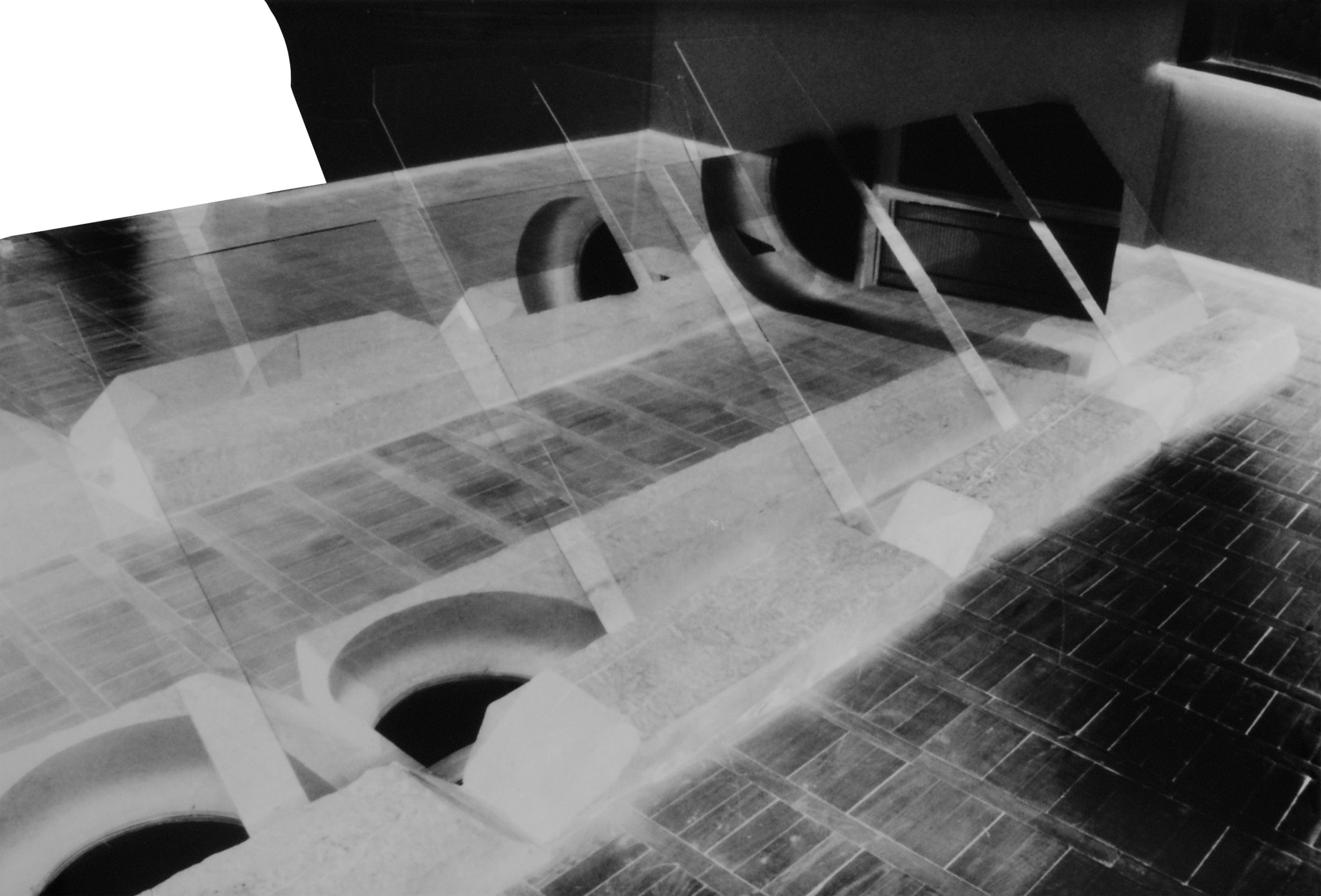
Jan Berdyszak, Reinstalacja obrazogenna, 1993
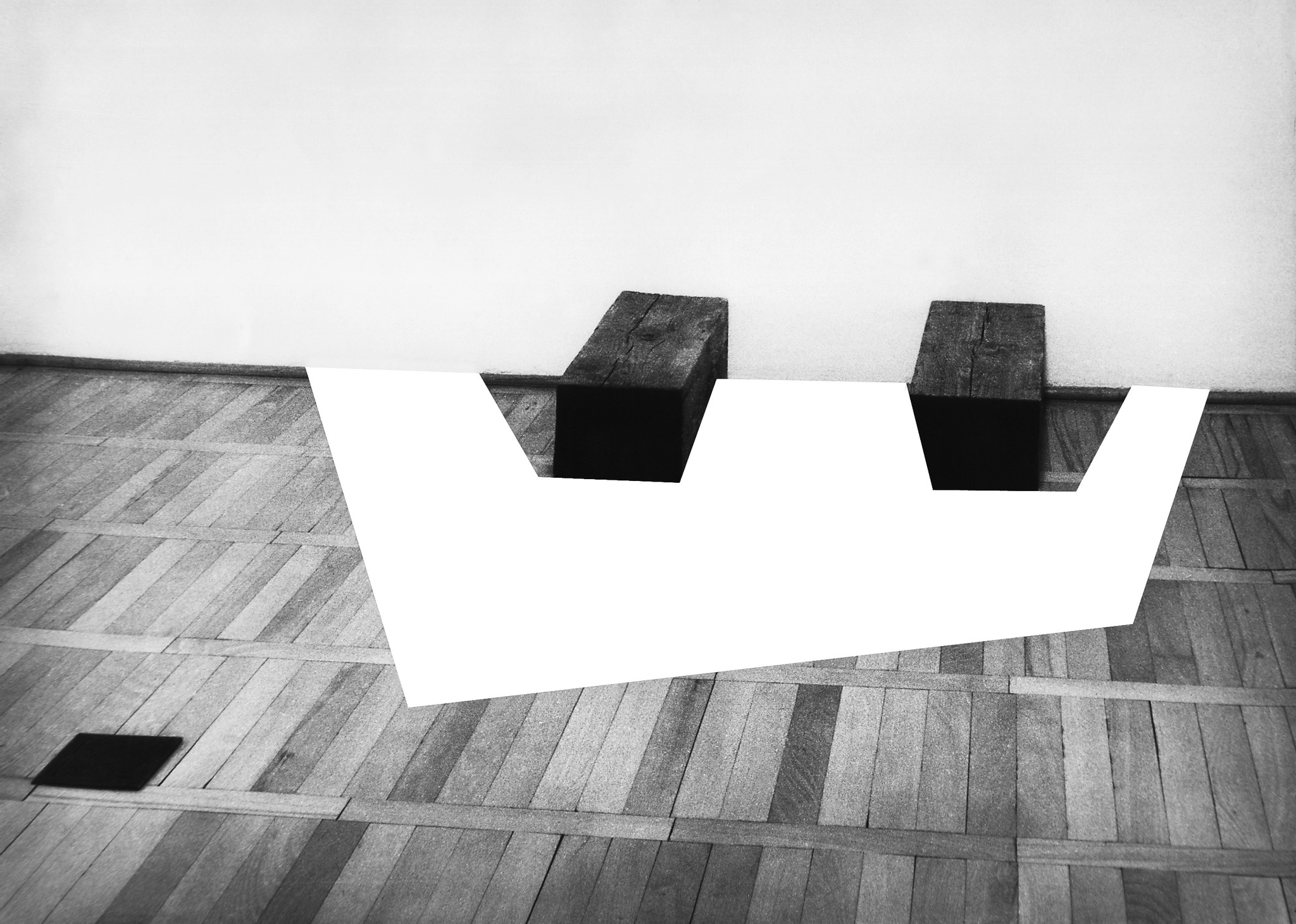
Jan Berdyszak, Reinstalacja sytuacyjna II/Situation Reinstalation II, 1993
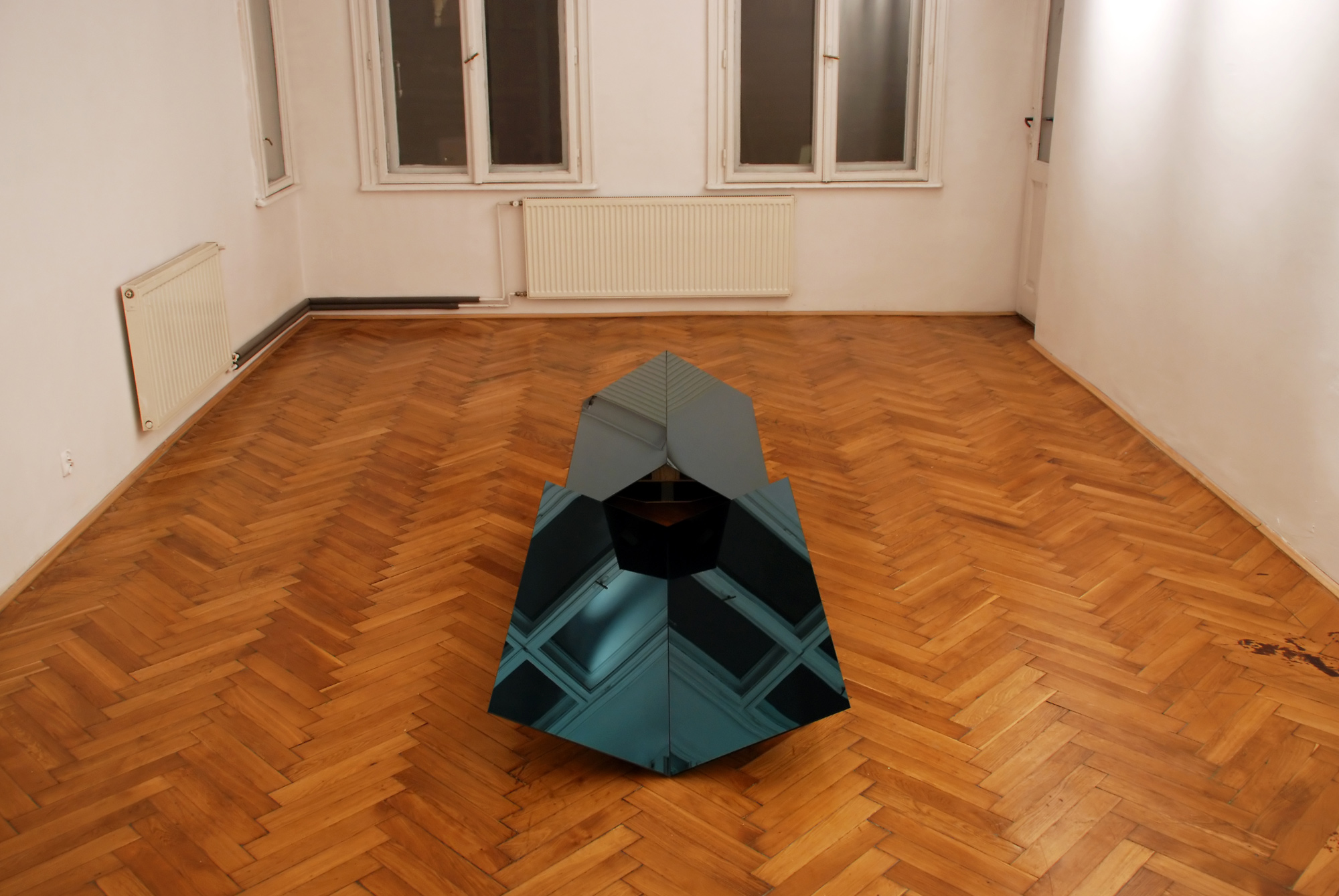
Jan Berdyszak, Generator fotografii efemerycznych/Generator of Ephemeral Photographs, 2008
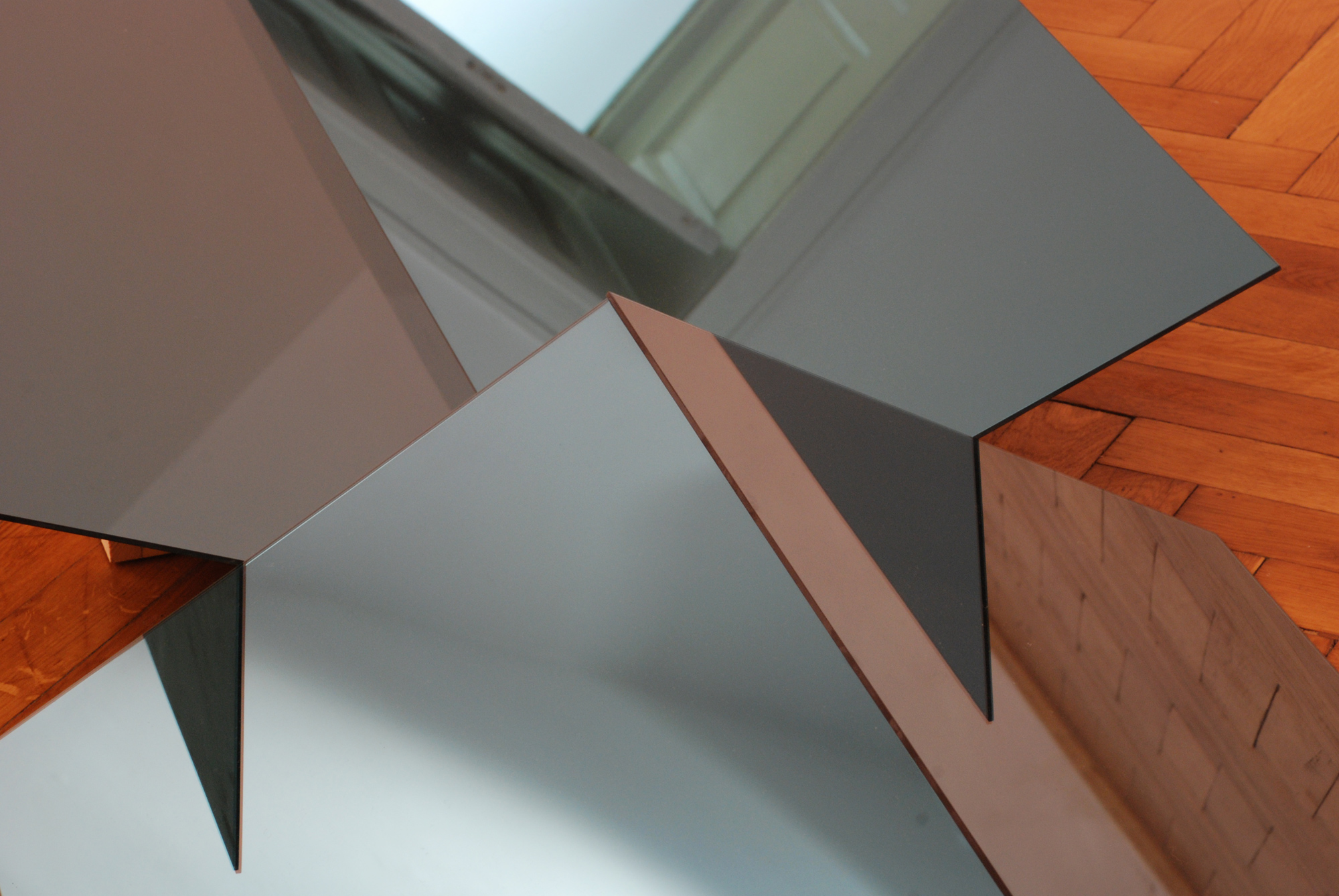
Jan Berdyszak, Generator fotografii efemerycznych/Generator of Ephemeral Photographs, 2008
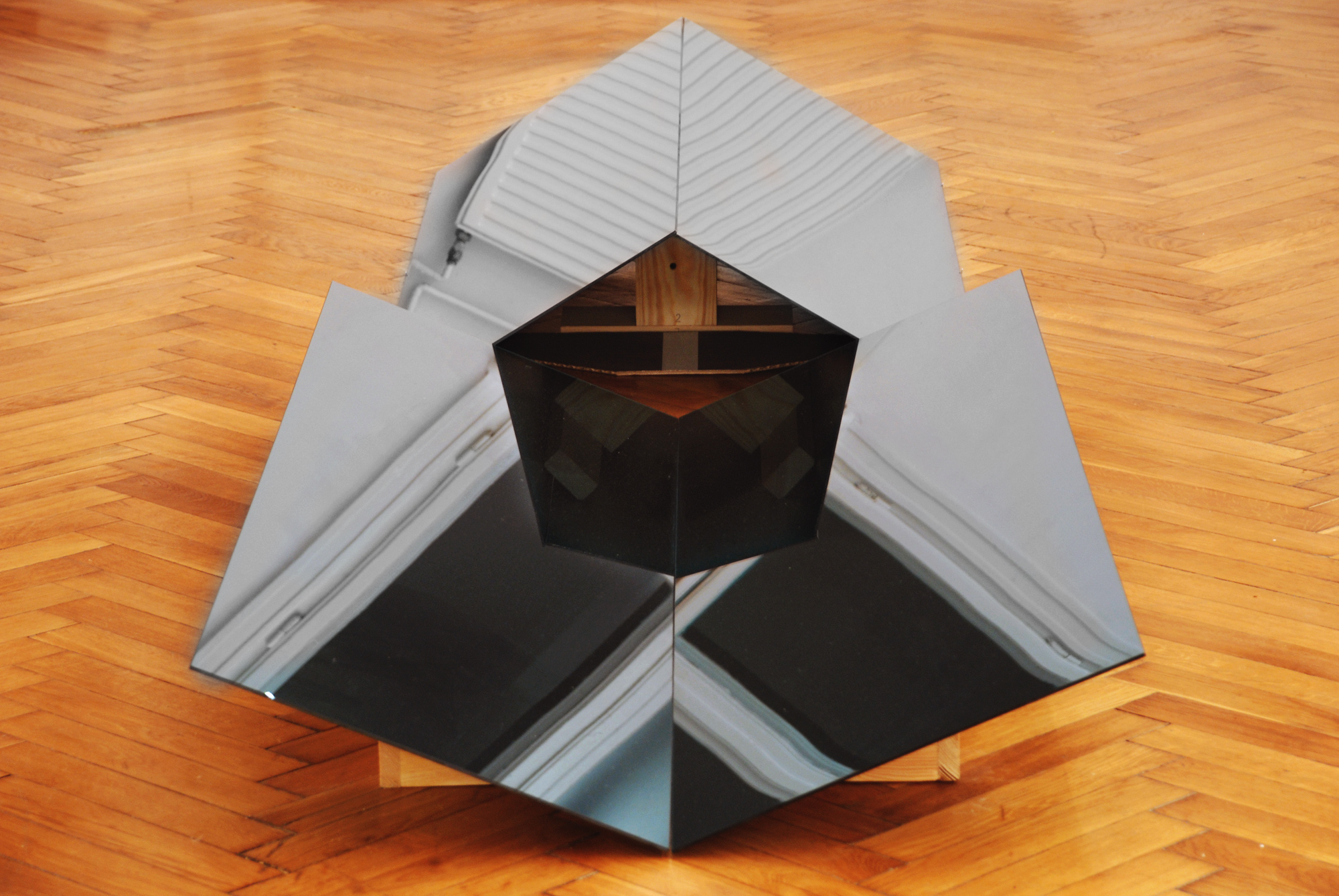
Jan Berdyszak, Generator fotografii efemerycznych/Generator of Ephemeral Photographs, 2008
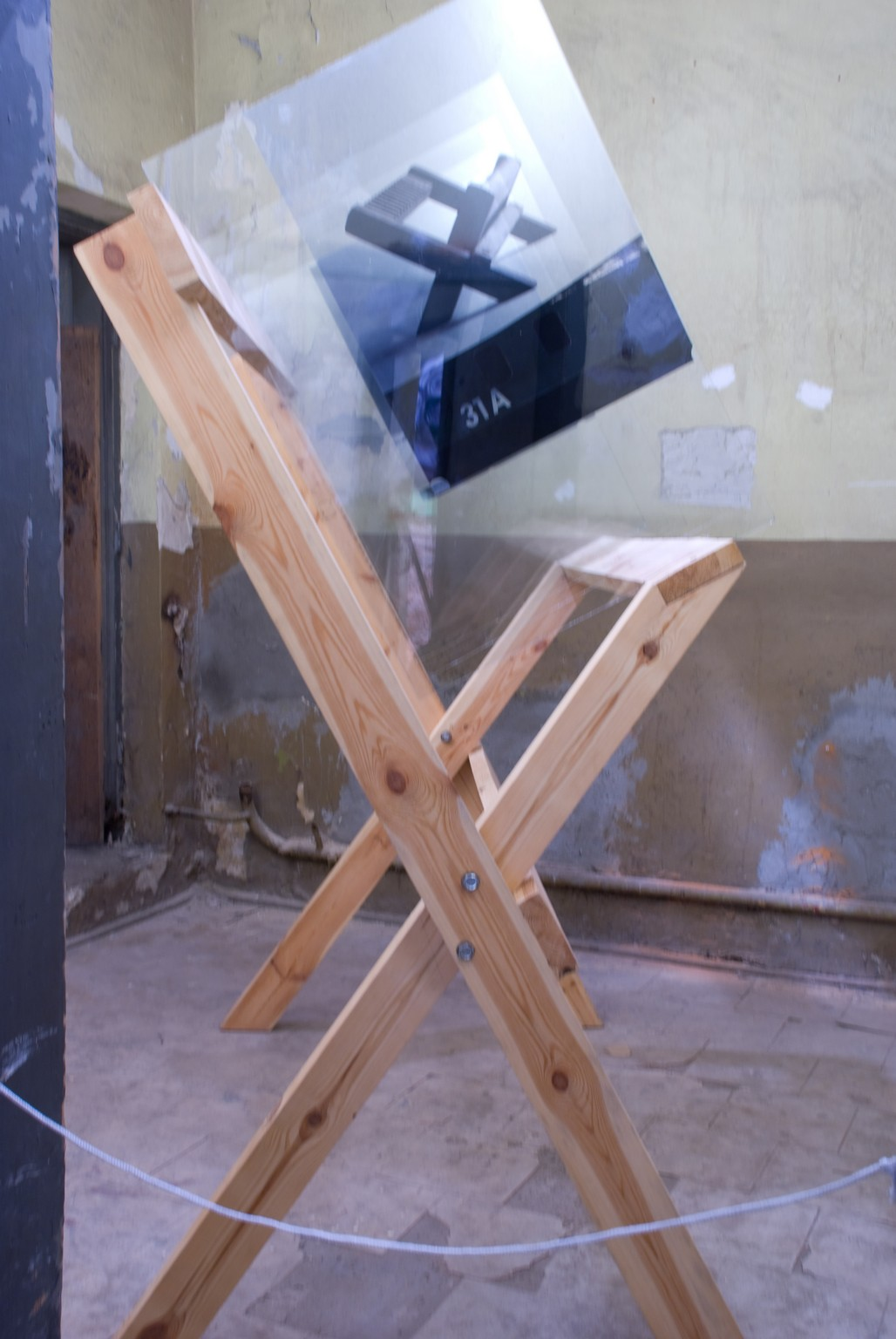
Jan Berdyszak, Rekonstrukcja/Reconstruction, 1995
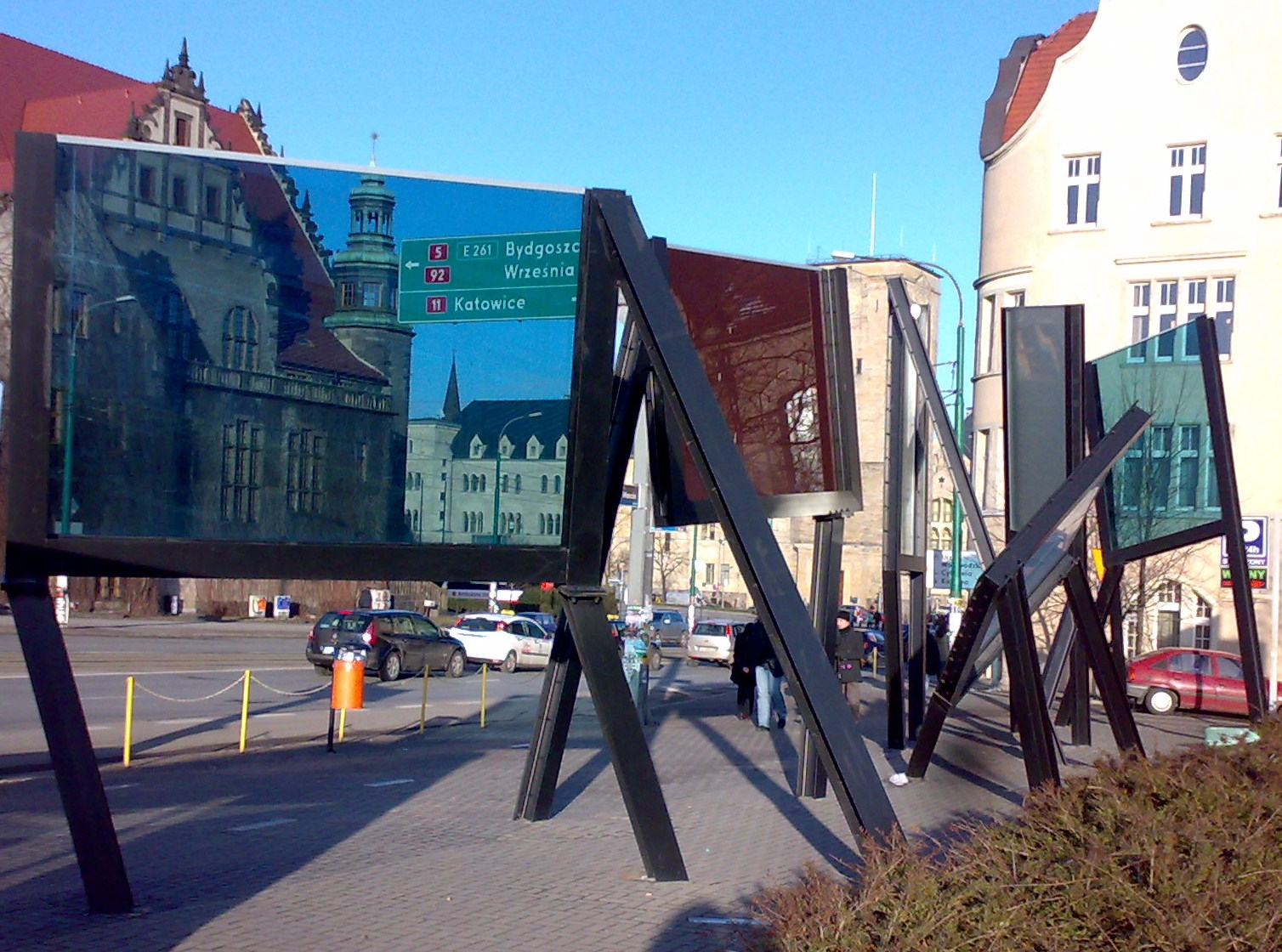
Jan Berdyszak, Obszar obrazów efemerycznych, Poznań, 2009